# 册山街道
册山街道，是中华人民共和国山東省临沂市罗庄区下辖的一个乡镇级行政单位。

## 行政区划
册山街道下辖以下地区：
南头社区、后村社区、册山社区、山前社区、沙旦子村、石杭岭村、堰头村、郑旺村、五寺庄村、同沂新村、新隆岭村、凤凰岭村、尚阳村、沙沟村、大沙沟村、新沙沟村、尚沂庄村和龙山村。